# Sybra partefuscolateralis
Sybra partefuscolateralis är en skalbaggsart som beskrevs av Stefan von Breuning 1964. Sybra partefuscolateralis ingår i släktet Sybra och familjen långhorningar.
Artens utbredningsområde är Filippinerna. Inga underarter finns listade i Catalogue of Life.